# 耿学梅
耿学梅（1964年—），山东平度人，汉族，中华人民共和国政治人物。

## 生平
毕业于合肥联合大学（现合肥学院）工业财会专业。加入中国民主建国会。担任安徽省工商联副主席。2008年起担任全国人大代表。2013年，担任全国人大代表。
2018年1月，当选第十三届全国人民代表大会安徽地区代表。